# カザフ・ソビエト社会主義共和国の国旗
カザフ・ソビエト社会主義共和国の国旗は、法令上は1924年に最初に制定され、その後幾度かのデザイン変更を経て、1953年制定のものがソビエト連邦の崩壊を経て1992年まで使用された。

## 変遷
1924年9月20日、キルギス自治社会主義ソビエト共和国中央執行委員会大幹部会が採択した「旗について」の決議では、すべての「未確認の旗の案」を禁止し、金の縁取りを持つ赤い五芒星と金の鎌と槌を表示した赤旗（すなわちソ連国旗）のみが認められた。

1924年9月20日から1937年までの、キルギス自治社会主義ソビエト共和国、カザフ自治社会主義ソビエト共和国、カザフ・ソビエト社会主義共和国の国旗

上の決議にある「未確認の旗の案」とは、自治共和国とロシア連邦共和国の国名が、アラビア文字のキルギス語とロシア語で書かれた赤旗であると推定される。また、キルギス自治共和国中央執行委メンバーの記章の一部には、赤旗に  «КССР Р.Ф.» と表示したものがあり、このデザインもキルギス自治共和国国旗として通用していたのではないかとも推定される（しかし、そのような旗の存在を示す文書はない）。
翌1925年4月の第5回キルギス自治共和国ソビエト大会において、キルギス自治共和国はカザフ自治共和国と改称され、1936年12月5日の第8回ソビエト連邦臨時ソビエト大会での決議により、カザフ自治共和国はカザフ・ソビエト社会主義共和国へ昇格した。その後、翌1937年に承認されたカザフ共和国憲法の第123条では、国旗については「旗竿付近上部に金色の鎌と槌を、その付近に «Qazaq SSR»（上段）・«Казахская ССР»（下段）と表示した縦横比1対2の赤旗」と定められた。

1937年から1940年11月10日までの、カザフ・ソビエト社会主義共和国の国旗

一方、同年にモスクワで行われたパレードに出席したカザフ共和国代表団が掲げていた国旗は、«QSSR» と大書したものだった。当初ラテン文字で書かれていたカザフ語の国名は、1940年11月10日の第1期カザフ共和国最高会議第5回会議で制定された、カザフ語アルファベットをキリル文字とする法令により、キリル文字へと切り替えられた。

1940年11月10日から1953年1月24日までの国旗

1953年1月24日にカザフ共和国最高会議幹部会が承認した法令により、新たな国旗は「上部旗竿付近に金の縁取りを持つ赤い星と金の鎌と槌を表示した縦横比1対2の赤旗。その下端から9分の1の距離に、旗の高さの9分の2の幅の水平の青い帯を持つ」と定められた。これは1956年4月27日の最高会議幹部会令「カザフ・ソビエト社会主義共和国の国旗に関する規則」によって承認され、さらに1966年9月21日の最高会議幹部会令によって国旗についての細則が定められた。1978年の憲法にはこうある。
さらに、1981年8月28日の新たな法令により、「鎌と槌は辺長を旗の高さの4分の1とする正方形に収まる。柄を含めた槌の長さは正方形の対角線の4分の3とする。五芒星は旗の高さの8分の1を直径とする円に収まる。星の縦軸から旗竿までの距離は、旗の高さの4分の1とする。旗の上端から星の中心までの距離は、旗の高さの8分の1とする」との精密化が図られた。
その後、1991年12月16日のカザフスタン独立宣言を経て、翌1992年6月4日に新たなカザフスタンの国旗が制定されたが、ソ連時代の国旗は理由のある場合には1994年1月1日まで自宅内での使用を許可されていた。